# Lubomir Húzar
Lubomir Húzar (ucraïnès: Любомир Ярославович Гузар)  (Lviv, 26 de febrer de 1933 - Feofaniya Clinical Hospital i Kíiv, 31 de maig de 2017), ucraïnès: Любомир Гузар, fou l'arquebisbe major emèrit de l'Església catòlica ucraïnesa, una església minoritària a Ucraïna, però la major església oriental sui juris en comunió plena amb la Santa Seu. Fou també cardenal de l'Església Catòlica. Després del trasllat de la seu episcopal de Lviv a Kíev al 2005 va ser l'arquebisbe major de Kiev-Galícia. Al febrer de 2011 esdevingué Arxieparca Major Emèrit després de dimitir a causa de problemes de salut.

## Biografia

### Primers anys i ordenació
Nascut a Lviv, Husar va fugir amb els seus pares El 1944 durant la Segona Guerra Mundial. Van viure breument a Salzburg, Àustria, i després van emigrar als Estats Units el 1949.
Entre 1950 i 1954 va estudiar al Col·legi Seminari de sant Basili de Stamford, Connecticut. Va estudiar a la Universitat Catòlica d'Amèrica i la Universitat de Fordham als Estats Units, i va ser ordenat sacerdot el 30 de març de 1958 per l'Eparquía Catòlica Ucraïnesa de Stamford.

### Tasca pastoral
Entre 1958 i 1969, va ser professor al Col·legi Seminari de Sant Basili i era pastor de l'església catòlica ucraïnesa de la Santísima Trinitat de Kerhonkson, Nova York entre 1966 i 1969. El 1969, Husar va anar a Roma, on va passar tres anys i va obtenir un doctorat en teologia a la Universitat Pontifícia Urbaniana. Llavors va ingressar al Monestir dels estudites a Castel Gandolfo a Itàlia, i va ser nomenat el seu superior el 1974.

### Bisbe
Va ser consagrat bisbe el 1976 a la capella de Castel Gandolfo per l'Arquebisbe Major Josyf Slipyj sense el permís papal (mandat apostòlic) en un acte que va causar moltes irritacions a la cúria romana, tal com requereix el dret canònic romàr el permís papal per a la consagració d'un bisbe, però en aquest moment el dret canònic oriental no ho feia. Va ser nomenat arximandrita (arxiabad) dels monjos estudites a Europa i Amèrica el 1978. Va organitzar un nou monestir estudita en Ternopil, Ucraïna, el 1994, i va ser triat pel Sínode de Bisbes de l'Església Ucraïnesa com exarca de l'exarquia arxiepiscopal de Kíev i Vyshhorod el 1995, confirmat pel Papa l'any següent. Tot i que era ciutadà dels Estats Units, Husar va renunciar a la seva ciutadania nord-americana en tornar al seu país natal, Ucraïna.

### Arquebisbe Major i cardenal
Al desembre de 2000, el Papa Joan Pau II va nomenar Husar administrador apostòlic de la Major-Arxieparquia grecoucraïnesa de Lviv, i el gener de 2001 el sínode grecoucraïnès el va triar arquebisbe major. El 21 de febrer d'aquell any el Papa Joan Pau II creà i proclamà Husar cardenal prevere de Santa Sofia a Via Boccea. El cardenal Husar va ser un dels tres catòlics orientals que participaren en el conclave de 2005, sent els altres Ignace Daoudde de l'Església Catòlica Siríaca i Varkey Vithayathil de l'Església siro-malabar. (Nasrallah Boutros Sfeir i Stéphanos II Ghattas de l'Església maronita i de l'Església Catòlica Copta, respectivament, tenien més del 80 i, per tant, no podien participar.) En aquell conclave, va ser un dels cardenals considerats papabile, cosa inusual per a un catòlic oriental.També en aquest conclave, el cardenal Husar va ser el primer Major-Arquebisbe de l'Església Grecocatòlica d'Ucraïna en participar en un conclave com a cardenal elector. 
La seu arxiepiscopal de Lviv va ser traslladada el 21 d'agost de 2005, a la ciutat de Kíev, capital d'Ucraïna. Va ser aclamat pels seus seguidors com Patriarca de Kíev-Galícia, un títol no reconegut per la Santa Seu.
A l'octubre de 2007, Husar va rebre un doctorat honorari de la Universitat Catòlica d'Amèrica, en relació amb el 100è aniversari de la primera assignació d'un bisbe de la UGCC als Estats Units.
Al febrer de 2008, es va realitzar una celebració litúrgica a la Basílica de Santa Sofia, a Roma, amb ocasió dels 75 anys i 50 anys de sacerdoci del cardenal Husar. El Cap de la UGCC va ser rebut pel Papa Benet XVI, el missatge del qual va ser llegit pel secretari del cardenal Leonardo Sandri, monsenyor Maurizio Malvestiti.
El 2008, Víktor Iúsxenko, va signar un decret per condecorar el cardenal Husar amb l'orde de Iaroslav el Savi (de 1a classe). Va ser honrat amb el premi més important de l'estat "per la seva destacada contribució personal en la revifalla espiritual de la nació ucraïnesa, obra de l'església des de fa molt de temps, i amb motiu del seu 75 aniversari".
Amb un problema ocular el va obligar a realitzar els intricats ritus litúrgics de l'església de memòria, la seva renúncia primerenca va ser acceptada el 10 de febrer de 2011 encara que normalment l'arquebisbe major serveix fins a morir. La renúncia del cardenal Husar va provocar una reunió del Sínode de l'Església ucraïnesa, que comprèn el cos mundial de bisbes, per elegir un nou arquebisbe major. En l'interval, Ihor Vozniak, C.Ss.R., Arxieparca de Lviv, van servir com a administrador. L'última vegada que un arquebisbe major d'Ucraïna va deixar el càrrec, mentre que vivia va ser el 1882. El nou Arquebisbe Major, Sviatoslav Shevchuk va ser seleccionat el 23 de març i confirmat pel Papa Benet XVI el 25 de març del 2011.
El 26 de febrer de 2013, 2 dies abans de la renúncia anunciada del Papa Benet XVI, el cardenal Husar va complir 80 anys i va perdre el seu dret a participar en un conclave.

## Honors
Orde al Mèrit de III Classe (2001)
  Orde de Iaroslav el Savi de I Classe (2008)